# Elmore, Alabama
Elmore là một thị trấn thuộc quận Elmore, tiểu bang Alabama, Hoa Kỳ. Dân số năm 2009 là 767 người, mật độ đạt 75 người/km².